# Gaston Brunfaut

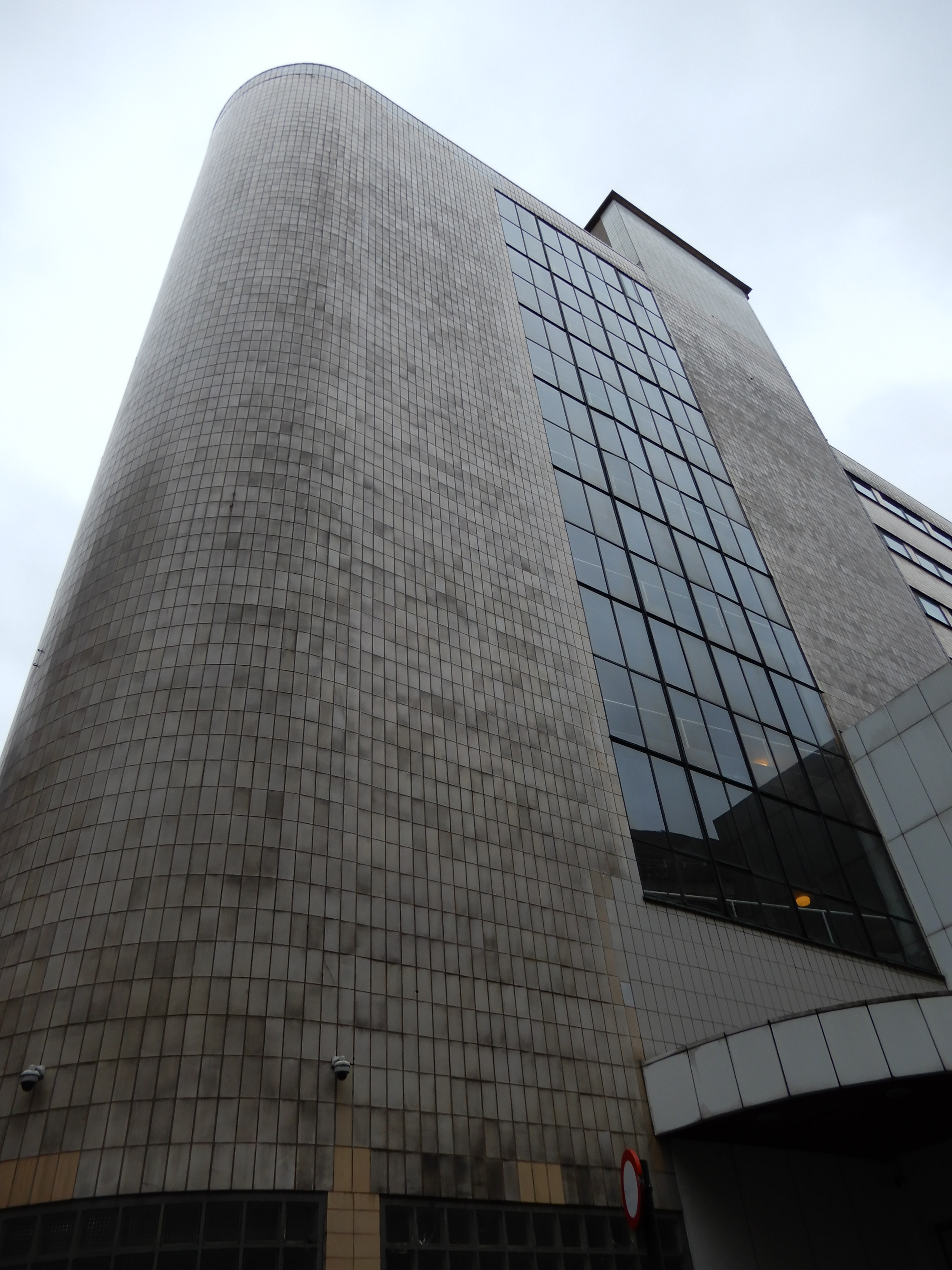
Instituut Bordet-Héger, Brussel

Gaston Brunfaut (Jemelle, 6 februari 1894 - Ukkel, 1 juni 1974) was een Belgisch architect uit een famile met meerdere architecten, waaronder Fernand Brunfaut en zijn zoon Maxime Brunfaut.

## Profielschets
Gaston Brunfaut was de jongere broer van Fernand Brunfaut. Brunfaut studeerde politieke wetenschappen aan de Université libre de Bruxelles, en volgde daarna een opleiding bij de Koninklijke Academie voor Schone Kunsten van Brussel in het atelier van Paul Bonduelle. Gaston Brunfaut wordt gezien als een criticus, theoreticus en visionair. Hij was een voorstander van het modernisme in de architectuur en is meer bekend om zijn artikelen, dan om de gebouwen die hij heeft gerealiseerd. De uiteindelijk gerealiseerde gebouwen zijn gering in aantal, maar van hoge kwaliteit.Als redacteur van het tijdschrift Le Document had hij een aanzienlijke invloed op de architectuur in België.

## Enkele werken
Brunfaut begon zijn carrière als architect in 1932 met een appartementsgebouw in Laken. In 1936 ontwierp Brunfaut de villa Mardens in Groenendaal. Hij ontwierp, samen met Stanislas Jasinski, het Instituut Bordet-Héger, een Brussels centrum voor kankerbestrijding. Jasinski was architect van het luchthavengebouw van Deurne. Ook werkte Brunfaut mee aan het Hoofdkwartier van de Verenigde Naties in New York, waaraan ook Le Corbusier en Oscar Niemeyer werkten.
- Gemeinsame Normdatei: 1034966502
- International Standard Name Identifier: 0000 0004 0896 703X
- Library of Congress Control Number: no2013051160
- Système universitaire de documentation: 169673758
- Virtual International Authority File: 301905472